# العلاقات الفلبينية القطرية
العلاقات الفلبينية القطرية هي العلاقات الثنائية التي تجمع بين الفلبين وقطر.

## مقارنة بين البلدين
هذه مقارنة عامة ومرجعية للدولتين:
| وجه المقارنة                                              | الفلبين                       | قطر           |
| --------------------------------------------------------- | ----------------------------- | ------------- |
| المساحة (كم2)                                             | 343.45 ألف                    | 11.44 ألف     |
| عدد السكان (نسمة)                                         | 104.92 مليون                  | 2.64 مليون    |
| الكثافة السكانية (ن./كم²)                                 | 305.49                        | 230.77        |
| العاصمة                                                   | مانيلا                        | الدوحة        |
| اللغة الرسمية                                             | اللغة الفلبينية، لغة إنجليزية | اللغة العربية |
| العملة                                                    | بيسو فلبيني                   | ريال قطري     |
| الناتج المحلي الإجمالي (بليون دولار)                      | 313.60 مليار                  | 167.61 مليار  |
| الناتج المحلي الإجمالي (تعادل القوة الشرائية) بليون دولار | 743.90 مليار                  | 316.40 مليار  |
| الناتج المحلي الإجمالي الاسمي للفرد دولار أمريكي          | 2.90 ألف                      | 73.65 ألف     |
| الناتج المحلي الإجمالي للفرد دولار أمريكي                 | 7.39 ألف                      | 141.54 ألف    |
| مؤشر التنمية البشرية                                      | 0.668                         | 0.850         |
| رمز المكالمات الدولي                                      | +63                           | +974          |
| رمز الإنترنت                                              | .ph                           | .qa           |
| المنطقة الزمنية                                           | توقيت الفلبين                 | ت ع م+03:00   |

## منظمات دولية مشتركة
يشترك البلدان في عضوية مجموعة من المنظمات الدولية، منها:
| علم المنظمة | اسم المنظمة                               | تاريخ انضمام الفلبين | تاريخ انضمام قطر |
| ----------- | ----------------------------------------- | -------------------- | ---------------- |
|             | يونسكو                                    | 21 نوفمبر 1946       | 27 يناير 1972    |
|             | وكالة ضمان الاستثمار متعدد الأطراف        | 8 فبراير 1994        | 22 أكتوبر 1996   |
|             | الأمم المتحدة                             | 24 أكتوبر 1945       | 21 سبتمبر 1971   |
|             | الاتحاد البريدي العالمي                   | ?                    | ?                |
|             | البنك الدولي للإنشاء والتعمير             | 27 ديسمبر 1945       | 25 سبتمبر 1972   |
|             | المنظمة الهيدروغرافية الدولية             | ?                    | ?                |
|             | الاتحاد الدولي للاتصالات                  | 25 مايو 1912         | 27 مارس 1973     |
|             | منظمة حظر الأسلحة الكيميائية              | ?                    | ?                |
|             | مؤسسة التمويل الدولية                     | 12 أغسطس 1957        | 11 أكتوبر 2008   |
|             | المركز الدولي لتسوية المنازعات الاستشارية | 17 ديسمبر 1978       | 20 يناير 2011    |
|             | منظمة التجارة العالمية                    | 1995                 | ?                |
|             | منظمة الشرطة الجنائية الدولية             | ?                    | ?                |

## وصلات خارجية
- موقع وزارة الخارجية الفلبينية
- موقع وزارة الخارجية القطرية